# HMS Sjöhunden (1938)

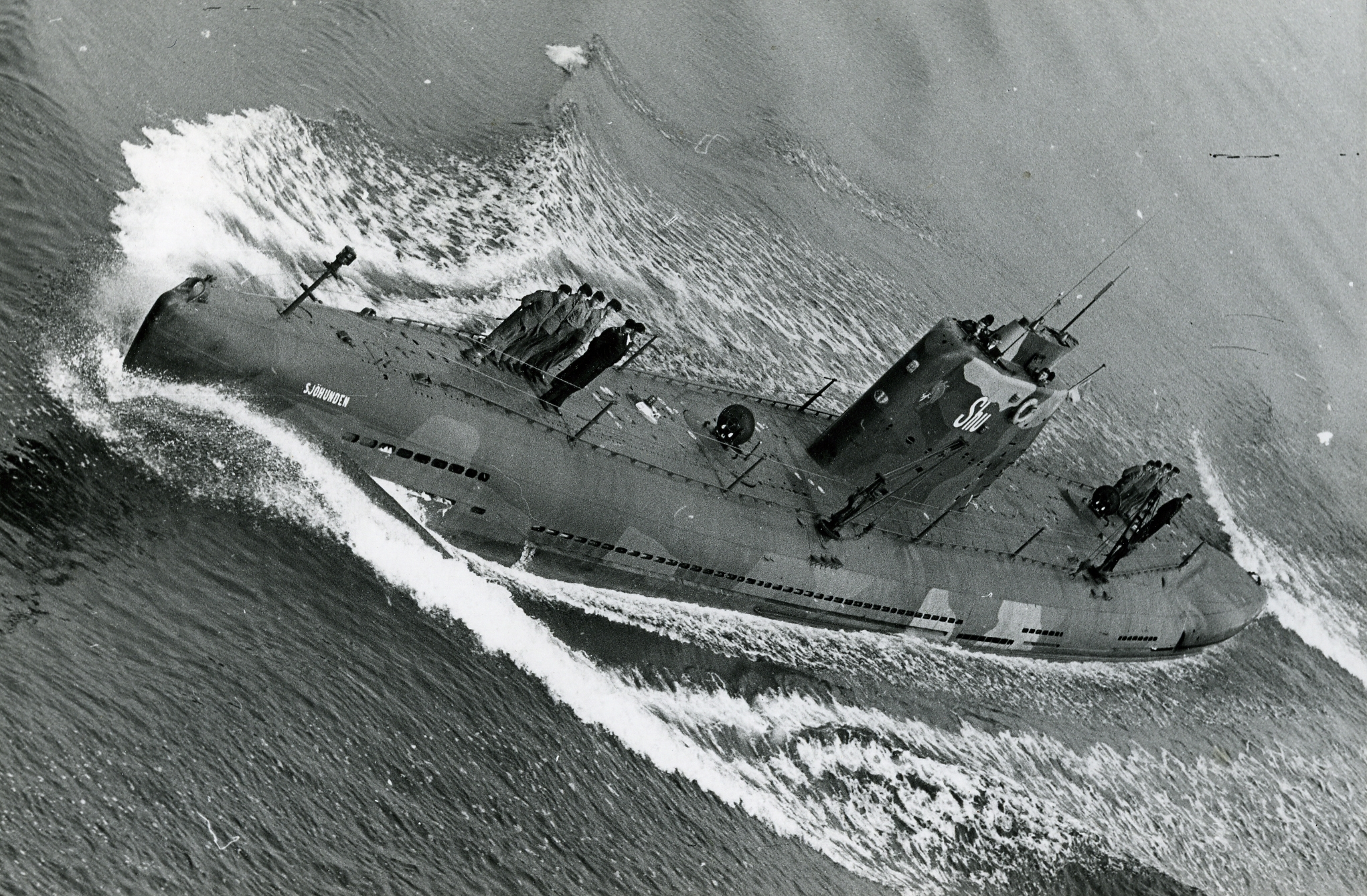
HMS Sjöhunden, 1958

HMS Sjöhunden var en svensk ubåt som byggdes av Kockums och sjösattes 1938 och utrangerades 1960. Längden var 64,2 meter och bredden 6,2 meter. Ubåten var av Sjölejonet-klass, där HMS Sjölejonet från 1936 var första ubåt.